# Avahi
Avahi（アバヒ）は、Zeroconfの自由ソフトウェア実装であり、マルチキャストDNS/DNS-SD サービスディレクトリのためのシステムを含む。

## 概要
Avahi は、特定の構成情報のないローカルネットワーク上のサービスホストの発行と発見を可能とする。例えば、ネットワークに接続したとき、即座にプリンタを検出し、ファイルを探し出し、他者と会話できるようにする。GNU Lesser General Public License (LGPL) の条件でライセンス提供される。
Avahi はBonjourのZeroconf仕様の実装であり、マルチキャストDNS、DNS-SD、RFC 3927/IPv4LL を実装している。各種言語バインディングを提供しており（Python、Monoなど）、多くの Linux や BSD 系のディストリビューションに付随して出荷されている。モジュール化されているため、Avahi は GNOMEのGNOME VFSやKDEのKIOなどに組み込まれている。
Avahi プロジェクトは、Bonjourのライセンスに関する論争から開始された。その後、Bonjour のライセンスは問題のないApache Licenseで提供されるようになった。しかし、そのころには既に Avahi が GNU/Linux などのフリーなオペレーティングシステムでのデファクトスタンダードの地位を築いていた。
Appleでの Zeroconf 技術開発に携わった Stuart Cheshire は Avahi の状況について「アップルの実装に取って代わる」勢いであると述べた。

## 歴史
Avahi の開発は Lennart Poettering と Trent Lloyd が当初行った。Poettering は 2004 年後半から FlexMDNS という名称で Zeroconf 機能の実装を行っていた。また、Lloyd は2004年前半から Avahi という名称で同様のプロジェクトを開始していた。両者のプロジェクトが2005年に合併し、名称としては Avahi が存続したが、コードの多くは FlexMDNS のものが存続している。
当初、Avahi は freedesktop.org 傘下のプロジェクトとして開発が行われていたが、2006年1月リリースの 0.6.2 より The Avahi Project として独立した。ただし、Avahi は freedesktop.org の D-Bus を利用している。
Avahi とは、キツネザル下目・インドリ科のウーリーキツネザル(アバヒ属)のことであり、マダガスカルだけに棲む霊長類である。Trent Lloyd がこの名前を気に入って採用した。ロゴもこれを反映してキツネザルの顔になっている。